# Zurobata aequalis
Zurobata aequalis är en fjärilsart som beskrevs av Walker 1864. Zurobata aequalis ingår i släktet Zurobata och familjen nattflyn. Inga underarter finns listade i Catalogue of Life.